# ミカエル・バホリッチ
ミカエル・バホリッチ（クロアチア語: Michael Bahoric、1974年7月19日 - ）は、カナダ、ウィニペグ出身、クロアチアのフィギュアスケート選手（ペア、男子シングル）。元パートナーはエイミー・アイルランド。2008年世界選手権クロアチア代表。

## 主な戦績
- 2000-01シーズンは男子シングル。

| 大会/年          | 2000-01 | 2007-08 |
| ---------------- | ------- | ------- |
| 世界選手権       |         | 20      |
| 欧州選手権       |         | 14      |
| クロアチア選手権 | 2       |         |

### 詳細
| 2007-2008 シーズン   |                                                      |          |          |          |
| 開催日               | 大会名                                               | SP       | FS       | 結果     |
| 2008年3月17日 - 23日 | 2008年世界フィギュアスケート選手権（ヨーテボリ）     | 20 26.57 | 20 50.82 | 20 77.39 |
| 2008年1月21日 - 27日 | 2008年ヨーロッパフィギュアスケート選手権（ザグレブ） | 14 29.50 | 15 48.94 | 14 78.44 |